# Karl-Heinz Rummenigge
Karl-Heinz Rummenigge (Lippstadt, 25 september 1955) is een Duitse oud-voetballer en voetbalbestuurder. Hij verwierf in de jaren 80 bekendheid als speler van Bayern München en de nationale ploeg van West-Duitsland. In zowel 1980 als 1981 werd hij verkozen tot Europees voetballer van het jaar. Na zijn spelerscarrière werd hij voorzitter van Bayern München.

## Spelerscarrière

### Jeugd
Vader Rummenigge was actief bij voetbalclub Borussia Lippstadt en gaf zijn liefde voor het voetbal door aan zijn zonen Karl-Heinz, Wolfgang en Michael. Zowel Karl-Heinz als de 9 jaar jongere Michael begon zijn carrière bij de jeugd van Borussia Lippstadt. Karl-Heinz maakte als aanvaller al op jonge leeftijd indruk, maar tot de nationale jeugdploegen van West-Duitsland schopte hij het niet.

### Bayern München
Half 1974 versierde Rummenigge een transfer naar Bayern München, hij verkaste van het midden van het voormalige West-Duitsland (oostelijk deel Ruhrgebied, regio Dortmund) naar het zuiden van het voormalige West-Duitsland. De 19-jarige aanvaller, die op dat ogenblik studeerde om bankier te worden, brak zijn studies af en kreeg bij Bayern aanvankelijk een maandsalaris van 8.000 DM (zo'n € 4.000). De verlegen Rummenigge werd aanvankelijk bespot om zijn rode wangen en maakte geen grote indruk op Franz Beckenbauer, de toenmalige aanvoerder en ster van Bayern. Zo zei Beckenbauer na Rummenigges komst: "Das wird nie einer. (Dat wordt er nooit een.)" In zijn eerste seizoen, 1974/75, scoorde Rummenigge 5 keer in 21 competitiewedstrijden, maar eindigde Bayern op een teleurstellende tiende plaats. De Duitse topclub veroverde dat jaar wel voor de tweede keer op rij de Europacup I. Rummenigge kwam in de finale niet van de bank. In 1976 won Bayern voor het derde jaar op rij de beker met de grote oren. Ditmaal kwam Rummenigge in de finale wel in actie. Hij vormde samen met goalgetter Gerd Müller en Uli Hoeneß het aanvalstrio van het Duitse team. Later dat jaar won Bayern ook de wereldbeker voor clubs. Het was Rummenigges derde grote prijs in twee jaar tijd.
Eind jaren 70 nam Bayern afscheid van clubiconen als Beckenbauer, Müller en Sepp Maier en kregen jonge spelers als Rummenigge de kans om zich te ontplooien. In geen tijd werd hij een van de sterkhouders bij der Rekordmeister. Bovendien haalde de club in 1978 ook Paul Breitner terug naar Bayern. Rummenigge en Breitner vonden elkaar blindelings op het veld. In het seizoen 1979/80 werd Bayern voor het eerst in zes jaar kampioen. Rummenigge werd dat jaar ook topschutter met 26 doelpunten. Na afloop van het seizoen werd hij opnieuw verkozen tot Europees voetballer van het jaar.
In het seizoen 1980/81 deed Rummenigge nog beter. Hij werd niet alleen topschutter in de Duitse competitie, ook in de Europacup I maakte hij dat seizoen het meeste goals. Bayern sloot het seizoen voor de tweede keer op rij af als kampioen, waarna Rummenigge opnieuw verkozen werd tot Duits en Europees voetballer van het jaar. Met zijn tweede Ballon d'Or trad hij in de voetsporen van illustere voorgangers als Beckenbauer, Kevin Keegan en Alfredo Di Stéfano.
In 1982 bereikte Rummenigge met Bayern opnieuw de finale van de Europacup I. Maar de Duitse club ging in de finale met 1-0 onderuit tegen Aston Villa, mede omdat Rummenigge enkele grote kansen onbenut liet. Enkele maanden later verloor hij met West-Duitsland ook de finale van het WK. In 1982 won hij met Bayern wel voor het eerst de beker.
In 1984 pakte Karl-Heinz, die op dat ogenblik al enkele jaren een ploegmaat was van zijn jongere broer Michael, zijn laatste trofee met Bayern. De Duitse club won dat jaar opnieuw de beker. Rummenigge zelf werd voor de derde keer Duits topscorer.

### Internazionale
Na precies 10 seizoenen Bayern München verhuisde de aanvaller naar Italië. In de zomer van 1984 legde Internazionale zo'n 10 miljoen DM (€ 5 miljoen) op tafel voor zijn transfer. Hij was op dat ogenblik de tweede duurste transfer ter wereld, hoewel hij later dat jaar nog overtroffen zou worden door Diego Maradona's transfer naar Napoli.
De verwachtingen in Italië waren door de aanzienlijke transfersom torenhoog. Maar de net geen 30-jarige spits haalde in de Serie A niet zijn oude niveau. Hij was regelmatig geblesseerd en kon de hoge verwachtingen niet inlossen. Hij bleef in totaal drie seizoenen bij Inter, maar won met de Italiaanse topclub geen enkele prijs.

### Servette
In 1987 verkaste Rummenigge naar het Zwitserse Servette FC. Hij sloot er in 1989 zijn carrière af met het behalen van de topschutterstitel in de Nationalliga A. Hij werd dat jaar ook verkozen tot beste buitenlander in de Zwitserse competitie. Rummenigge was 33 jaar toen hij een punt zette achter zijn spelerscarrière.

## Nationale ploeg

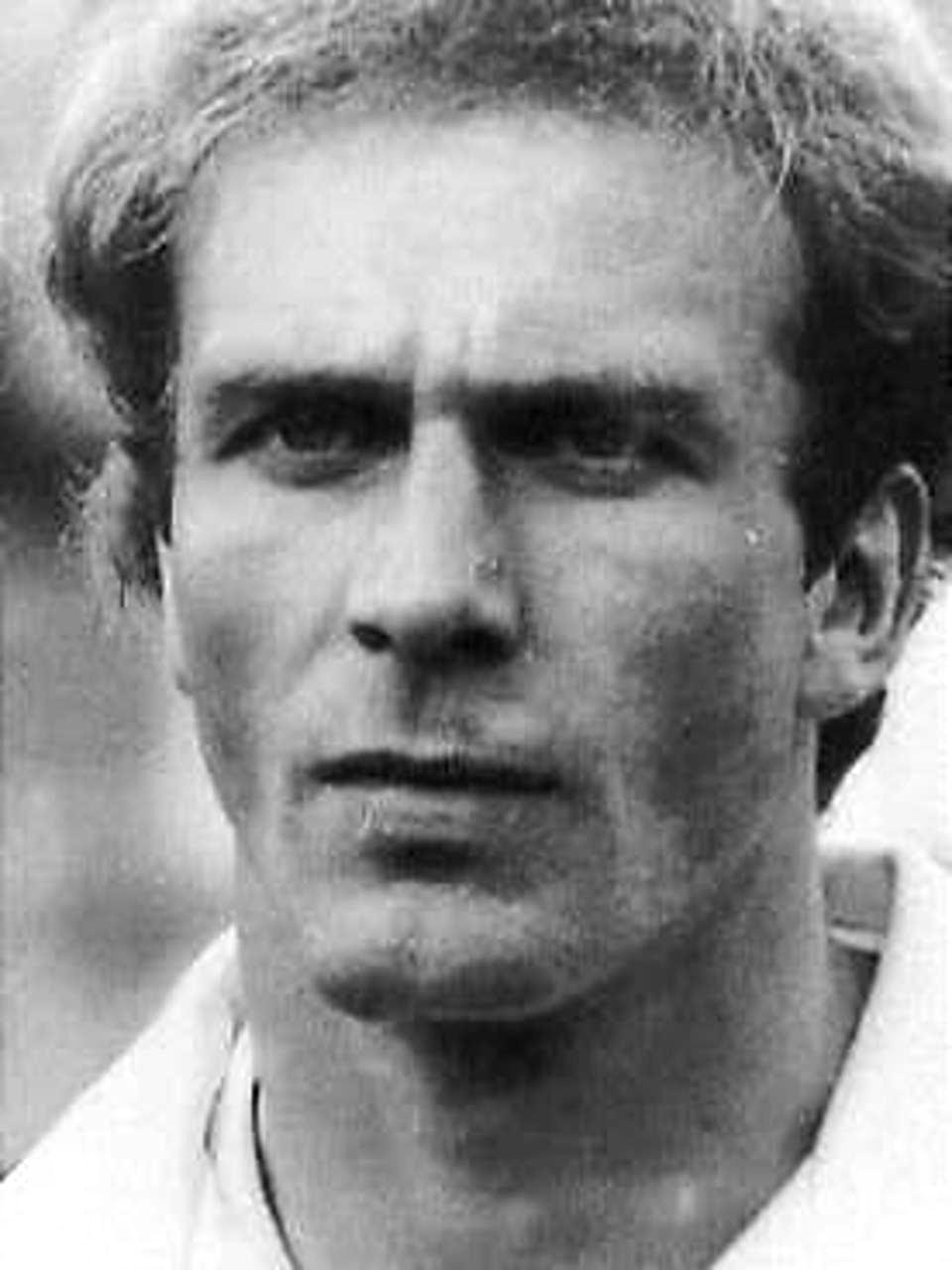
Rummenigge op het WK 1982.

Rummenigge speelde in 1975 zijn eerste interland met het B-elftal van West-Duitsland. Op 6 oktober 1976 maakte hij zijn officieel debuut in het A-elftal. Twee jaar later nam bondscoach Helmut Schön de 22-jarige aanvaller mee naar het WK in Argentinië in juni 1978. Tijdens het toernooi kwam hij vijf keer in actie en was hij goed voor drie doelpunten.
In 1980 nam hij met West-Duitsland deel aan het EK in Italië. In de groepsfase schakelde het land onder meer Nederland uit en werd het groepswinnaar. In de finale nam West-Duitsland het op tegen België. Die Mannschaft won met 2-1 en werd voor de tweede maal Europees kampioen.
Op het WK 1982 bereikte West-Duitsland eveneens de finale. Rummenigge en zijn landgenoten schakelden in de halve finale Frankrijk uit na strafschoppen. Toen Rummenigge in de verlengingen van die wedstrijd en bij een 3-1 stand in het voordeel van Frankrijk mocht invallen, reageerde toenmalig Frans president François Mitterrand angstig met de woorden: "Mon dieu, Rümmenisch! (Mijn God, Rümmenisch)". Niet veel later scoorde Rummenigge de aansluitingstreffer en kwam West-Duitsland nog terug tot 3-3. In de finale mocht West-Duitsland het opnemen tegen Italië. De Zuid-Europeanen wonnen met 3-1.
Op EURO '84 kon West-Duitsland zijn Europese titel niet verlengen. Rummenigge, die aanvoerder was van de West-Duitse selectie, zag hoe zijn team teleurstelde en de groepsfase niet overleefde. Twee jaar later probeerde West-Duitsland op het WK in Mexico revanche te nemen. Het Duitse team, waarvan Rummenigge nog steeds de aanvoerder was, overleefde groepsfase, hoewel het slechts één wedstrijd had gewonnen. In de tweede ronde schakelde het Marokko uit met het kleinste verschil en in de kwartfinale hadden de West-Duitsers strafschoppen nodig om voorbij Mexico te geraken. In de halve finale ging opnieuw Frankrijk voor de bijl. Zonder een groots toernooi te spelen stond West-Duitsland opnieuw in de WK-finale, maar daarin verloor het met 3-2 van Argentinië. Rummenigge, die door een blessure amper aan spelen was toegekomen tijdens het toernooi, scoorde in de finale een van de twee Duitse doelpunten. Na het WK zette hij een punt achter zijn loopbaan als international. Hij speelde in totaal 95 interlands, waarvan 51 als aanvoerder. Lothar Matthäus pakte dit record later van Rummenigge af.

## Voorzitter en commentator
Van 1990 tot 1994 was Rummenigge co-commentator voor de ARD. In 1991 werd hij gekozen tot vicevoorzitter van Bayern München en sinds 2002 is hij voorzitter van de Duitse topclub.

## Erelijst
| Competitie                                          | Aantal         | Jaren            |                |                |
| Bayern München                                      | Bayern München | Bayern München   | Bayern München | Bayern München |
| --------------------------------------------------- | -------------- | ---------------- | -------------- | -------------- |
| Nationaal                                           |                |                  |                |                |
| Bundesliga                                          | 2x             | 1979/80, 1980/81 |                |                |
| DFB-Pokal                                           | 2x             | 1981/82, 1983/84 |                |                |
| DFB-Supercup                                        | 1x             | 1982 (officieus) |                |                |
| Internationaal                                      |                |                  |                |                |
| Europacup I                                         | 2x             | 1974/75, 1975/76 |                |                |
| Wereldbeker voor clubteams                          | 1x             | 1976             |                |                |
| West-Duitsland                                      |                |                  |                |                |
| Europees kampioenschap                              | 1x             | 1980             |                |                |
| Individueel                                         |                |                  |                |                |
| Duits voetballer van het jaar                       | 1x             | 1980             |                |                |
| Europees voetballer van het jaar                    | 2x             | 1980, 1981       |                |                |
| Topscorer van Duitsland                             | 3x             | 1980, 1981, 1984 |                |                |
| Topscorer van Zwitserland                           | 1x             | 1989             |                |                |
| Beste buitenlander in de Zwitserse competitie       | 1x             | 1989             |                |                |
| Onze d'Or                                           | 2x             | 1980, 1981       |                |                |
| Onze de Bronze                                      | 1x             | 1983             |                |                |
| Bronzen Schoen                                      | 1x             | 1981             |                |                |
| Orde van Verdienste van de Bondsrepubliek Duitsland | 1x             | 1989             |                |                |
| Beierse Orde van Verdienste                         | 1x             | 2007             |                |                |

## Trivia
- In april 1983 werd de voetballer gehuldigd in de single Rummenigge van het duo Alan & Denise.
- In november 1978 speelde Rummenigge mee in de afscheidswedstrijd van Johan Cruijff in Amsterdam, Ajax-Bayern München (0-8). Rummenigge scoorde driemaal.